# SBB (バンド)
SBB（エス・ビー・ビー、最初はSilesian Blues Band、後にSzukaj, Burz, Budujとして知られる。＝「探求、破壊、構築」のポーランド語）は、1971年に上シレジアのシェミャノヴィツェで結成されたポーランドのプログレッシブ・ロック・バンドである。マルチ奏者でボーカリストのヨゼフ・スクシェク、若いギター奏者のアポストリス・アンティモス、ドラマーのイェジ・ピオトロフスキ、サウンドエンジニアのグジェゴルツ・マニエツキで構成されていた。1970年代にポーランドとヨーロッパで最も人気のあるスーパーグループの1つであった。
1971年から1973年末まで、SBBはチェスワフ・ヴィドジツキをサポートするニエメンとして演奏した。グループのニエメンとして、彼らはJoachim-Ernst Berendtがオーガナイズする「Rock & Jazz Now!」という1972年ミュンヘンオリンピックのオープニング・ショーで（チャールズ・ミンガス、ジョン・マクラフリン&マハヴィシュヌ・オーケストラと並んで）演奏し、その後、ジャック・ブルースのツアーに同行している。ミュンヘンでCBSレコード・インターナショナルから2枚のLPを録音し、ラインハルト・マック（音楽プロデューサー、サウンド・エンジニア）との長期にわたる友情と協力をスタートした。ラインハルトの息子であるジュリアン・マックは、2005年にSBBのアルバム『New Century』で演奏している。SBBとニエメンの協力は5枚のアルバムで発表された。
このバンドは、プログレッシブ・ロックとジャズ・ロックの先駆者の1つであり、多くの影響力のあるジャズ・ミュージシャンを引き付けた。トランペッターのアンドジェ・プルジビエルスキ (Andrzej Przybielski)と、サックス奏者でバスクラリネット奏者のトマシュ・シュカルスキは、SBBとの長期にわたる関係を築いた。
このグループは、チェコスロバキア、東西ドイツ、フィンランド、スウェーデン、デンマーク、ハンガリー、オーストリア、スイス、オランダ、ベルギーを定期的にツアーした。1978年、SBBはOIRT・アワードで「Gouden Zeezwaluw（金の海燕）」を受賞した。バンドは、ポーランドで戒厳令が発効するちょうど13か月前の1980年に解散した。ヨゼフ・スクシェクとトマシュ・シュカルスキとバンドの技術クルーは、ヨゼフ・スクシェク＝トマシュ・シュカルスキ・デュオおよびヨゼフ・スクシェク・フォーメーションとして、ポーランドで戒厳令が導入される11か月前に制作された預言的な映画『The World of Wars：Next Century』に参加した。戒厳令の発足後、アポストリス・アンティモスはジャズ・トランペッターであるトーマス・スタンコやギリシャのジョージ・ダララスのバンドに加わり、イェジ・ピオトロフスキはKombi、Young Power、Krzak、Martyna Jakubowicz、Stanisław Sojkaといった様々なミュージシャンのバンドに加わった。ヨゼフ・スクシェクは主に教会でオルガン音楽を演奏した。
SBBは、ポーランドで救国軍事会議が戒厳令を停止した後、1991年、1993年、1998年、最終的に2000年に一時的に活動を再開している。再始動後、SBBはアメリカ合衆国（1994年、ドラマーのイェジ・ピオトロフスキはアメリカに滞在した）とロシアにて短期ツアーを行い、2006年、メキシコのメヒカリで開催されたバハ・プログ・フェスティバルのハイライトとしてパフォーマンス（ドラマーのポール・ワーティコと共演）した。2016年からマイケル・ウルバニアクがバンドのサポートを開始した。

## メンバー
- ヨゼフ・スクシェク (Józef Skrzek) – ベース、リード・ボーカル、ピアノ、キーボード、ハーモニカ、パーカッション (1971年- )
- アポストリス・アンティモス (Apostolis Anthimos) – ギター、ブズーキ、ドラム、パーカッション、ベース、キーボード (1971年- )
- イェジ・ピオトロフスキ (Jerzy Piotrowski) – ドラム (1971年-1994年、2014年– )
- Sławomir Piwowar – ギター、フェンダー・ピアノ、クラヴィネット (1979年–1980年)
- Andrzej Rusek – ベース (1993年–1994年)
- Mirosław Muzykant – ドラム (1998年–1999年)
- Ireneusz Głyk – ドラム (2003年-2011年)
- ポール・ワーティコ (Paul Wertico) – ドラム (2000年–2007年)
- ゲボール・ネメス (Gábor Németh) – ドラム (2007年-2011年)
- Zbigniew Wiatr – サウンド、パーカッション、ポリモーグ (1972年-2004年)

## ディスコグラフィ

### アルバム
- SBB (1974年)[2]
- 『新地平線』 - Nowy horyzont (1975年)[3]
- 『記憶』 - Pamięć (1976年)[4]
- 『大切な言葉』 - Ze słowem biegnę do ciebie (1977年)[5]
- SBB (Wołanie o brzęk szkła / Touha po zvonění střepů / Slovenian Girls) (1977年)
- Jerzyk (1977年)
- 『ガラスの音』 - SBB (Amiga) (1978年)
- Follow My Dream (1978年)[6]
- 『ウェルカム』 - Welcome (1979年)[7]
- Memento z banalnym tryptykiem (1981年)[8]
- Nastroje (2002年)[9]
- New Century (2005年)[10]
- The Rock (2007年)[11]
- Iron Curtain (2009年)[12]
- Blue Trance (2010年)[13]
- SBB (2012年)[14]
- SBB & Michał Urbaniak (2015年)[15]
- Za linią horyzontu (2016年)[16]